# Jimmy McPartland
James Douglas „Jimmy“ McPartland (* 15. März 1907 in Chicago, Illinois; † 13. März 1991 in Port Washington, New York) war ein amerikanischer Jazz-Kornettist, der traditionellen Jazz im Chicago-Stil spielte.

## Leben
McPartland begann schon mit 5 Jahren Violine zu lernen und begann mit 15 auf dem Kornett zu spielen als Mitglied der „Austin High Gang“, einer Gruppe junger weißer Jazzer, die sich aus einer High School im wohlhabenden Chicagoer Vorort Austin kannten (wie Eddie Condon, Frank Teschemacher und Bud Freeman). Sein erster Job war bei den Blue Friars mit Freeman (Tenorsaxophon), Teschemacher (Klarinette), seinem älteren Bruder Dick McPartland (Banjo, Gitarre), James Lanigan (Bass, Tuba, Violine), Joe Sullivan (Piano) und Dave Tough (Schlagzeug). 1924 übernahm er die Nachfolge von Bix Beiderbecke bei den Wolverines (von Bix selbst empfohlen). 1927 bis 1929 war er bei Ben Pollacks Band als Hauptsolist neben Benny Goodman. 1926/7 arbeitete er mit Art Kassel und war 1927 Teilnehmer der berühmten Aufnahmen von Ex-Austin High Gang-Musikern bei McKenzie und Condons Chicagoans (mit Condon, Freeman, Gene Krupa, Lanigan, Sullivan, Mezz Mezzrow, Teschemacher). 1929 ging er nach New York City, wo er in einigen kleineren Combos spielte, kehrte aber 1930 nach Chicago zurück und spielte 1931 bis 1932 bei Russ Columbo und 1933 bis 1935 in der Harry-Reser-Band.
Von 1936 bis 1941 leitete McPartland eine eigene Band, die bis 1941 bestand (Chicago Jazz (Decca, 1940)) und populär im Mittleren Westen und New York war. In ihr spielten u. a. George Wettling, Joe Harris, Rosie McHargue, Royce Brown und Joe Rushton. 1942 wurde er in die US-Armee eingezogen und nahm an der Landung in der Normandie teil. Als Soldat traf er auch seine spätere Frau, die englische Jazzpianistin Marian McPartland, in Belgien, wo sie in der Truppenbetreuung tätig war. 1945 wurde er entlassen, blieb aber noch ein Jahr bei der USO (United Service Organization, private Truppenbetreuungsorganisation), bevor er mit seiner Frau 1946 wieder in die USA zog. Sie ließen sich zwar 1970 scheiden, blieben aber Freunde und spielten weiter miteinander. Wenige Wochen vor seinem Tod heirateten sie erneut. Nach dem Krieg war er Mitglied von Willie The Lion Smiths Band (mit Jimmy Archey, Pee Wee Russell, Pops Foster und George Wettling), die 1954 einen Grammy für den Soundtrack zum Film After Hours erhielten. Er arbeitete in den folgenden Jahrzehnten mit Eddie Condon, Art Hodes und anderen Veteranen der Chicago Szene, häufig als Leader. Er spielte zeitlebens auf dem ihm von Bix Beiderbecke vermachten Kornett und starb kurz vor seinem 84. Geburtstag an Lungenkrebs.